# Richard Boone
Richard Allen Boone (Los Angeles, 18 de junho de 1917 – Saint Augustine, 10 de janeiro de 1981) foi um ator, diretor e produtor cinematográfico e de televisão estadunidense.
Fazia parte de uma equipe de boxe na Universidade quando resolveu atuar em Hollywood, a princípio assessorado pela veterana atriz Ida Lupino, após esta assistir a uma de suas atuações em certa peça.
Inicialmente Boone investiu em televisão, participando como astro nas séries "Médico" e "Paladino do Oeste" (Have Gun, Will Travel), na década de 1950, e em Hec Hamsey, na década de 1970.
No Cinema participou também em diversos filmes, atuando ao lado de astros como John Wayne, Charlton Heston, Marlon Brando e Richard Widmark.
Richard Boone faleceu de câncer na garganta, em 10 de janeiro de 1981, aos 63 anos. Seu corpo foi cremado e suas cinzas espalhadas em terras do Havaí.

## Filmografia

### Ator
- The Bushido Blade (1981) .... Commodore Matthew Perry
- Winter Kills (1979) .... Keifitz
- The Big Sleep (1978)
  - ou Lash Canino  "The Big Sleep" - UK (título original)
  - ou "A Morte Inevitável" - Brasil (título em video)
  - ou "O Sono Derradeiro" - Portugal
- The Hobbit (1977) (TV) (voz) .... Smaug
- The Last Dinosaur (1977) .... Masten Thrust Jr.
- O Último Pistoleiro (1976) .... Mike Sweeney
  - ou "The Shootist" - USA (título original)
  - ou "O Atirador" - Portugal
- A Arma Divina (1976) .... The Sheriff
  - ou "Diamante Lobo" - Itália (título original)
  - ou "God's Gun" - USA
  - ou "A Pistola de Deus" - Brasil (título para TV a cabo)
- Rastros de Vingança (1975) .... Russian
  - ou "Against a Crooked Sky" - USA (título original)
- The Great Niagara (1974) (TV) .... Aaron Grant
- "Hec Ramsey" .... Hec Ramsey, Deputy Sheriff / ... (11 episódios, 1972-1974)
  - Only Birds and Fools (1974) episódio de TV .... Hec Ramsey, Deputy Sheriff
  - Scar Tissue (1974) episódio de TV .... Hec Ramsey, Deputy Sheriff
  - Dead Heat (1974) episódio de TV .... Hec Ramsey, Deputy Sheriff
  - The Detroit Connection (1973) episódio de TV .... Hec Ramsey, Deputy Sheriff
  - A Hard Road to Vengeance (1973) episódio de TV .... Hec Ramsey, Deputy Sheriff

(6 mais)
- Goodnight, My Love (1972) (TV) .... Francis Hogan
- Deadly Harvest (1972) (TV) .... Anton Solca
- In Broad Daylight (1971) (TV) .... Tony Chappel
- Jake Grande (1971) .... John Fain
  - ou "Big Jake" - USA (título original)
  - ou "Jake Grandão" - Portugal
- Madron (1970) .... Madron
  - ou "His name is Madron" - Reino Unido
- A Carta do Kremlin (1970) .... Ward
  - ou "The Kremlin Letter" - USA (título original)
- Movidos Pelo Ódio (1969) .... Sam
  - ou "The Arrangement" - USA (título original)
  - ou "O Compromisso" - Portugal
- The Night of the Following Day (1968) .... Leer
- Kona Coast (1968) .... Capt. Sam Moran
- Cimarron Strip .... Sargento Bill Disher (1 episódio, 1967)
  - The Roarer (1967) episódio de TV .... Sergeant Bill Disher
- O Homem (1967) .... Cicero Grimes
  - ou "Hombre" - USA (título original)
- O Senhor da Guerra (1965) .... Bors
  - ou "The War Lord" - USA (título original)
- Rio Conchos (1964) .... Maj. James 'Jim' Lassiter
- "The Richard Boone Show" .... Juiz / ... (25 episódios, 1963-1964)
  - A Need of Valor (1964) episódio de TV .... General Campbell
  - All the Blood of Yesterday (1964) episódio de TV .... Paul Marchand
  - The Arena: Part 2 (1964) episódio de TV .... Juiz
  - The Arena: Part 1 (1964) episódio de TV .... Juiz
  - Run, Pony, Run (1964) episódio de TV .... Coles

(20 mais)
- "Paladino do Oeste" ("Have Gun - Will Travel" - USA (título original)) .... Paladin / ... (226 episódios, 1957-1963)
  - Squatter's Rights (1963) episódio de TV .... Paladino
  - The Sanctuary (1963) episódio de TV .... Paladino
  - Face of a Shadow (1963) episódio de TV .... Paladino
  - The Black Bull (1963) episódio de TV .... Paladino
  - Two Plus One (1963) episódio de TV .... Paladino

(221 mais)
- A Thunder of Drums (1961) .... Capitão Stephen Maddocks
- Álamo (1960) .... Gen. Sam Houston
  - ou "The Alamo" - USA (título original)
- Onze Homens e um Segredo (1960) (voz) (sem créditos) .... Pastor
  - ou "Ocean's Eleven" - USA (título original)
- "The United States Steel Hour" .... Stan Koski (2 episódios, 1959-1960)
  - The Charlie and the Kid (1960) episódio de TV
  - Little Tin God (1959) episódio de TV .... Stan Koski
- "Playhouse 90" .... Colonel Pleasants / ... (3 episódios, 1958-1960)
  - Tomorrow (1960) episódio de TV .... Jackson Fentry
  - The Tunnel (1959) episódio de TV .... Coronel Pleasants
  - The Last Clear Chance (1958) episódio de TV .... Anfitrião
- I Bury the Living (1958) .... Robert Kraft
- "Climax!" .... Colonel Hughes / ... (4 episódios, 1955-1957)
  - To Walk the Night (1957) episódio de TV .... Detetive Ed Brooks
  - And Don't Ever Come Back (1957) episódio de TV .... Jarech
  - The Shadow of Evil (1956) episódio de TV .... David Neff
  - Bailout at 43,000 Feet (1955) episódio de TV .... Coronel Hughes
- The Garment Jungle (1957) .... Artie Ravidge
- Lizzie (1957) .... Dr. Neal Wright
  - ou "Desejos Ocultos" - Portugal (versão original legendada)
- O Resgate do Bandoleiro (1957) .... Frank Usher
  - ou "The Tall T" - USA (título original)
- "Studio One" .... John Wesley Hardin (1 episódio, 1957)
  - Dead of Noon (1957) episódio de TV .... John Wesley Hardin
- "Medic" .... Dr. Konrad Styner / ... (59 episódios, 1954-1956)
  - This Strange Ending (1956) episódio de TV .... Dr. Konrad Styner
  - She Walks in Beauty (1956) episódio de TV .... Dr. Konrad Styner
  - Till the Song Is Done, till the Dance Is Gone (1956) episódio de TV .... Dr. Konrad Styner
  - Reach of the Giant: Part 2 (1956) episódio de TV .... Dr. Konrad Styner
  - Reach of the Giant: Part 1 (1956) episódio de TV .... Dr. Konrad Styner

(54 mais)
- Away All Boats (1956) .... Lieut. Fraser
  - ou "Away All Boats" - USA (título original)
  - ou "A Epopeia do Pacífico" - Portugal
- "Lux Video Theatre" (2 episódios, 1955-1956)
  - A House of His Own (1956) episódio de TV
  - The Hunted (1955) episódio de TV
- Star in the Dust (1956) .... Sam Hall
  - ou "Atirar para Matar" - Portugal
- "Frontier" .... Everett Brayer (1 episódio, 1956)
  - The Salt War (1956) episódio de TV .... Everett Brayer
- Battle Stations (1956) .... The Captain
- "Matinee Theatre" .... Heathcliff (1 episódio, 1955)
  - Wuthering Heights (1955) episódio de TV .... Heathcliff
- A Grande Chantagem (1955) (voz) (sem créditos) .... Narrador
  - ou "The Big Knife" - USA (título original)
- Covil de Feras (1955) .... Hank Hayes
  - ou "Robbers' Roost" - USA (título original)
- Homem Sem Rumo (1955) .... Steve Miles
  - ou "Man Without a Star" - USA (título original)
- "General Electric Theater" .... Abraham Lincoln (1 episódio, 1955)
  - Love Is Eternal (1955) episódio de TV .... Abraham Lincoln
- Ten Wanted Men (1955) .... Wick Campbell
- Nas Malhas da Rede (1954) .... Capt .James E. Hamilton
  - ou "Dragnet" - USA (título original)
- A Ferro e Fogo (1954) .... Capt. Lionel Foster
  - ou "The Raid" - USA (título original)
  - ou "Vingança Terrível" - Brasil (título para TV a cabo)
- Siege at Red River (1954) .... Brett Manning
- Rochedos da Morte (1953) .... Thomas Rhys
  - ou "Beneath the 12-Mile Reef" - USA (título original)
- O Manto Sagrado (1953) .... Pontius Pilate
  - ou "The Robe" - USA (título original)
  - ou "A Túnica" - Portugal (versão original legendada)
- City of Bad Men (1953) .... John Ringo
- Vicki (1953) .... Lt. Ed Cornell
- Salto Mortal (1953) .... Krofta
  - ou "Man on a Tightrope" - USA (título original)
- Pony Soldier (1952) (sem créditos)
- Way of a Gaucho (1952) .... Major Salinas
- Kangaroo (1952) .... John W. Gamble
- Fugindo ao Passado (1952) .... Rod Murray
  - ou "Return of the Texan" - USA (título original)
- Red Skies of Montana (1952) .... Richard 'Dick' Dryer
- A Raposa do Deserto (1951) .... Capt. Hermann Aldinger
  - ou "The Desert Fox: The Story of Rommel" - USA (título original)
- Call Me Mister (1951) .... Mess Sergeant
- Até o Último Homem (1950) .... Lt. Col. Gilfillan
  - ou "Halls of Montezuma" - Brasil (título para TV a cabo)
- "Suspense" .... Mercer (1 episódio, 1950)
  - Photo Finish (1950) episódio de TV .... Mercer
- "Actor's Studio" (2 episódios, 1949)
  - The Midway (1949) episódio de TV
  - You're Breaking My Heart (1949) episódio de TV
- "The Front Page" (1949) Seriado de TV (episódios desconhecidos)

### Diretor
- The Night of the Following Day (1968) (sem créditos)
- The Richard Boone Show (5 episódios, 1963-1964)
  - All the Blood of Yesterday (1964) episódio de TV
  - The Arena: Part 2 (1964) episódio de TV
  - The Arena: Part 1 (1964) episódio de TV
  - First Sermon (1964) episódio de TV
  - Vote NO on 11! (1963) episódio de TV
- Have Gun - Will Travel (28 episódios, 1960-1963)
  - Squatter's Rights (1963) episódio de TV
  - The Lady of the Fifth Moon (1963) episódio de TV
  - Sweet Lady of the Moon (1963) episódio de TV
  - The Walking Years (1963) episódio de TV
  - Be Not Forgetful of Strangers (1962) episódio de TV

(23 mais)

### Produtor
- Kona Coast (1968)

### Como ele próprio
- "The Tonight Show Starring Johnny Carson" .... Ele mesmo (3 episódios, 1970-1973)
  - Episódio datado de 13 Março 1973 (1973) episódio de TV .... Ele mesmo
  - Episódio datado de 24 Outubro 1972 (1972) episódio de TV .... Ele mesmo
  - Episódio datado de 21 Dezembro 1970 (1970) episódio de TV .... Ele mesmo
- "The Mike Douglas Show" .... Ele mesmo (1 episódio, 1971)
  - Episódio datado de 16 Julho 1971 (1971) episódio de TV .... Ele mesmo
- "The David Frost Show" .... Ele mesmo (2 episódios, 1971)
  - Episódio #3.97 (1971) episódio de TV .... Ele mesmo
  - Episódio #3.69 (1971) episódio de TV .... Ele mesmo
- The Singing Filipina (1971) .... Ele mesmo
- "Project XX" .... Narrador (1 episódio, 1963)
  - That War in Korea (1963) episódio de TV .... Narrador
- "What's My Line?" .... Convidado Integrante do Painel / ... (7 episódios, 1959-1963)
  - Episódio datado de 18 Agosto 1963 (1963) episódio de TV .... Mystery Guest
  - Episódio datado de 14 Abril 1963 (1963) episódio de TV .... Convidado Integrante do Painel
  - Episódio datado de 7 Janeiro 1962 (1962) episódio de TV .... Convidado Integrante do Painel
  - Episódio datado de 13 Março 1960 (1960) episódio de TV .... Convidado Integrante do Painel
  - Episódio datado de 5 Abril 1959 (1959) episódio de TV .... Convidado Integrante do Painel

(2 mais)
- "Password" .... Panelista (1 episódio, 1963)
  - Jane Wyatt vs. Richard Boone (1963) episódio de TV .... Panelista
- "Toast of the Town" .... Ele mesmo / ... (4 episódios, 1958-1961)
  - Episódio #15.11 (1961) episódio de TV .... Ator
  - Episódio #12.28 (1959) episódio de TV .... Ele mesmo
  - Episódio #12.21 (1959) episódio de TV .... Abraham Lincoln
  - Episódio #12.2 (1958) episódio de TV .... Ele mesmo
- "Sheilah Graham in Hollywood" .... Ele mesmo (1 episódio, 1955)
  - Episódio datado de 25 Maio 1955 (1955) episódio de TV .... Ele mesmo

### Trilha Sonora
- O Veterano de Guerra (1996) (escritor: "The Ballad of Palladin")
  - ou "The War at Home" - USA (título original)
- Conta Comigo (1986) ("The Ballad of Paladin")
  - ou "Stand by Me" - USA (título original)
- "The Perry Como Show" (1 episódio, 1960)
  - Episódio datado de 7 December 1960 (1960) episódio de TV (escritor: "The Ballad of Paladin" (não creditado) )